# 拉諾 (加利福尼亞州)
拉諾（英語：Llano）是位於美國加利福尼亞州洛杉磯縣的一個非建制地區。該地的面積和人口皆未知。

## 地理
拉諾的座標為34°29′36″N 117°47′16″W / 34.49333°N 117.78778°W，而該地的平均海拔高度為21米（即70英尺）。